# Henrike Voet
Henrike Franziska Voet (* 29. September 1983 in Lohne (Oldenburg)) ist eine deutsche Juristin und Politikerin (CDU). Seit 2022 bekleidet sie das Amt der Bürgermeisterin der niedersächsischen Stadt Lohne im Landkreis Vechta.

## Ausbildung
Voet wuchs in der Dinklager Bauerschaft Bahlen auf. Sie machte 2003 ihr Abitur an der Liebfrauenschule in Vechta und nahm anschließend ein Studium der Rechtswissenschaft an der Universität Münster auf. Ihr Referendariat absolvierte sie in Berlin, wo sie das zweite Staatsexamen ablegte. Im Jahr 2011 wurde sie an der Universität Münster bei Hans D. Jarass mit einer Arbeit zur Verfassungsmäßigkeit einer allgemeinen Kindergartenpflicht zur Dr. jur. promoviert.
Von 2013 bis 2020 war Voet im Bundesministerium des Innern und für Heimat tätig, zuletzt als Regierungsdirektorin.

## Politische Karriere
Bereits in ihrer Jugend trat Henrike Voet der Jungen Union bei und übernahm dort zeitweise die Rolle der stellvertretenden Kreisvorsitzenden. Im Dezember 2020 kehrte sie mit ihrer Familie aus Berlin ins Oldenburger Münsterland zurück. Am 6. März 2022 wurde sie zur Bürgermeisterin von Lohne gewählt, wobei sie im ersten Wahlgang 59,22 Prozent der Stimmen erhielt und sich gegen zwei Mitbewerber durchsetzte. Mit dieser Wahl wurde sie die erste Frau in diesem Amt und folgte auf Tobias Gerdesmeyer, der zum Landrat des Landkreises Vechta gewählt worden war.
In ihrem Wahlprogramm betonte Voet die Notwendigkeit einer verbesserten Kinderbetreuung sowie die Unterstützung von Vereinen und ehrenamtlichem Engagement.

## Privatleben
Voet ist mit Sebastian Emke verheiratet, der ebenfalls aus Lohne stammt. Das Paar hat zwei Kinder und lebt seit Dezember 2020 in Lohne auf dem Voßberg.
In ihrer Freizeit widmet sich Voet dem Lesen von Sachbüchern zu aktuellen Themen und dem Joggen. Während eines Schüleraustauschs in den USA entdeckte sie ihre Begeisterung für den Crosslauf.

## Publikation
- Zur Verfassungsmäßigkeit einer allgemeinen Kindergartenpflicht im letzten Jahr vor dem Eintritt in die Grundschule: eine Untersuchung von Kompetenzproblemen, Grundrechtsfragen und rechtlichen Möglichkeiten (= Schriftenreihe Verfassungsrecht in Forschung und Praxis. Band 91). Dr. Kovač, Hamburg 2011, ISBN 978-3-8300-5952-3 (Zugl.: Münster (Westfalen), Univ., Diss., 2011).